# Rue de Bayard (Nantes)
Pour les articles homonymes, voir Rue Bayard et Bayard.
La rue de Bayard est une voie de la ville de Nantes, dans le département français de la Loire-Atlantique.

## Situation et accès
La rue de Bayard, qui marque la limite entre les quartiers du Centre-ville et de Dervallières - Zola, relie les rues Linné et rue de Brosses, pour aboutir en impasse après avoir été traversée par les Chevert et Lamoricière. Elle est bitumée et ouverte à la circulation automobile.
À l'extrémité est de la voie, la Chézine passe dans un canal souterrain qui la conduit vers la Loire.

## Origine du nom
Le nom actuel de la rue lui fut attribué en l'honneur de Pierre Terrail de Bayard, le chevalier sans peur et sans reproche.

## Historique
Le terrain de cette impasse (comme ceux des rues Maréchal-de-Gassion et Villars) avait été donné à la Ville par M. Le Mercier de la Clémencière, sous la condition qu'elle soit prolongée, au-delà de la Chézine, jusqu'à la rue Arsène-Leloup, mais cette condition ne fut jamais remplie.

## Bâtiments remarquables et lieux de mémoire

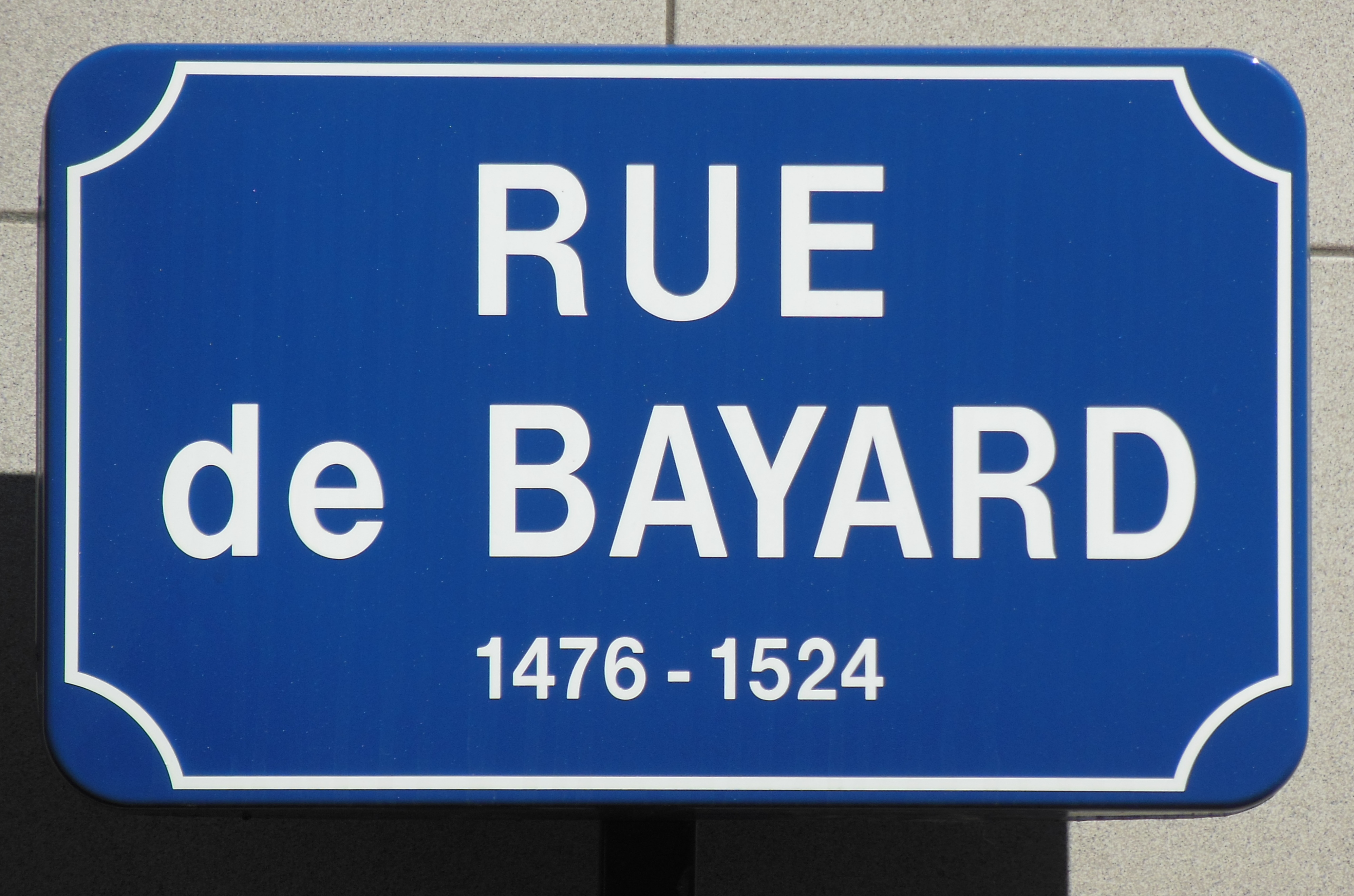
Panneau de la rue de Bayard, à Nantes.
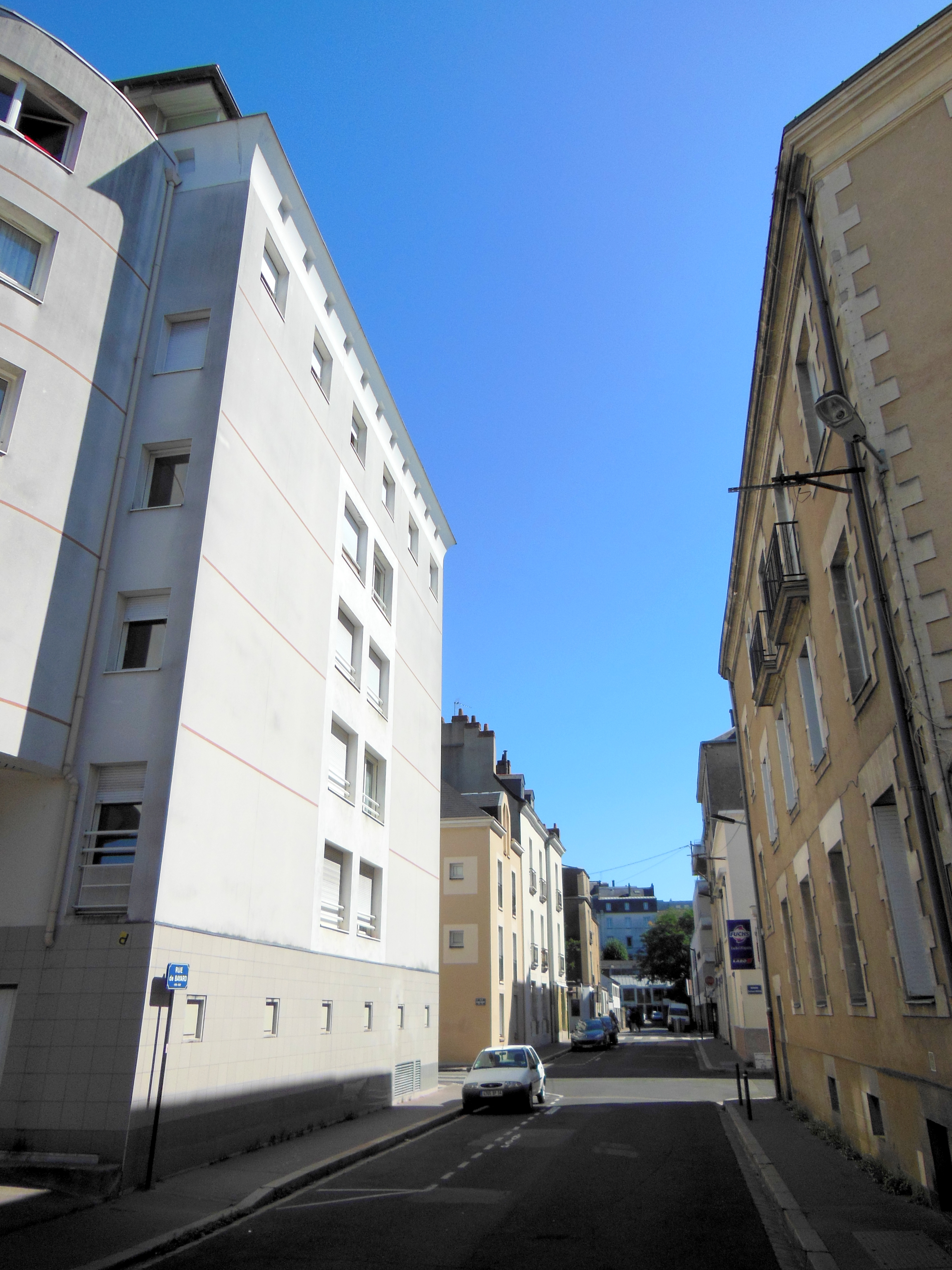
Rue de Bayard, section ouest.